# Obscuro Barroco
Obscuro Barroco é um filme-documentário franco-grego de 2018 dirigido e escrito por Evangelia Kranioti, que segue a ativista brasileira Luana Muniz. A obra estreou no Festival Internacional de Cinema de Berlim em 16 de fevereiro.